# Carex assiniboinensis
Espèce
Classification phylogénétique
Carex assiniboinensis est une espèce de plantes du genre Carex et de la famille des Cyperaceae.